# Kepler-62d
Kepler-62d es un planeta extrasolar de un tamaño aproximado al de Marte descubierto en órbita alrededor de la estrella Kepler-62, uno de cinco planetas descubiertos por el Telescopio Espacial Kepler de la NASA alrededor de Kepler-62. Se encontró con el método de tránsito, en el que se mide la atenuación que un planeta provoca a su paso por delante de su estrella. Su  flujo estelar es de 15 ± 2 veces el de la Tierra.